# Luis Belmonte Bermúdez
Luis Belmonte Bermúdez (Sevilla, ¿1587?-Madrid, ¿1650?) fue un poeta, cronista de Indias y dramaturgo español del Siglo de Oro.

## Biografía
Se discute la fecha de nacimiento, desde finales de los años 1570 hasta principios de los 1590. Siendo aún muy joven, marchó a México y al año siguiente al Perú. Ya entonces se dedicaba de lleno a la literatura. Actuó como cronista y secretario en la expedición del general Pedro Fernández de Quirós a las regiones australes desde el puerto de El Callao (21 de diciembre de 1605) hasta su regreso a Acapulco, el 23 de noviembre de 1606. Su crónica de este viaje la publicó con el título Historia de los descubrimientos de las regiones austriales [sic] hecho por el general Pedro Fernández de Quirós. Tras una nueva estancia en México regresó a España en 1616 y se estableció en Sevilla. En 1620 está ya en Madrid y participó en las Justas poéticas de la beatificación (1620) y canonización (1622) de San Isidro. Desde entonces dejó la poesía y se consagró por entero al teatro. Participó con diversos poemas a los homenajes póstumos a la muerte de Lope de Vega (1635) y de Juan Pérez de Montalbán (1639) y también fue uno de los miembros de la Academia del Buen Retiro (1637) y de la Academia madrileña, como se sabe por un vejamen compuesto por Jerónimo de Cáncer. Debió fallecer hacia 1650, en Madrid o en Sevilla.
Es autor de dos poemas épicos: La aurora de Cristo, un poema devoto mariano más lírico que narrativo, y La Hispálica, esta última en torno a la conquista de Sevilla por Fernando III el Santo, que también inspiró una de las comedias del autor. También narrativo, pero de sesgo biográfico, fue su extenso poema en diez libros y quintillas dobles Vida del Padre Maestro Ignacio de Loyola, fundador de la Compañía de Jesús. Dirigida a sus religiosos de la provincia de Nueva España (México, 1609), que lleva un “Elogio” de su paisano Mateo Alemán.
Se conserva además media docena de piezas teatrales entre las cerca de treinta que escribió; Germán Vegas descubrió además el texto de Sancha la Bermeja. El acierto en el engaño (1641) sufrió problemas con la censura al menos tres veces, e incluso posee dos finales distintos; la más celebrada es El mayor contrario amigo y Diablo predicador. Apareció como escrito anónimo por el desenfado y libertad de algunos caracteres, y solo tuvo problemas con la censura muchos años después a causa de su presunto anticlericalismo contra las órdenes regulares. Sus contemporáneos vieron en ella una exaltación de la orden franciscana y de la práctica de la caridad, pero después se entendió como una crítica anticlerical por el personaje cómico del lego fray Antolín. El demonio es castigado por el arcángel san Miguel, a causa del hambre que hace pasar a una comunidad franciscana, a pedir limosna para ellos, de forma que el mismísimo diablo se transforma en predicador. En otras obras recrea temas históricos. El sastre del Campillo se inspira en la Historia de España del padre Juan de Mariana para tratar las disputas entre la Casa de Lara y la Casa de Castro por la tutoría del niño Alfonso, futuro Alfonso VIII de Castilla, que entrañaba también el control de la Regencia del reino de Castilla. Representó también El príncipe villano, El gran Jorge de Castriota y príncipe Escanderberg, Las siete estrellas de Francia, El triunvirato de Roma, El conde de Fuentes en Lisboa, Darles con la entretenida... Obras de tono heroico y complicada acción con estilo retórico y altisonante. En colaboración con Agustín Moreto y Martínez de Meneses escribió La renegada de Valladolid, sobre una leyenda piadosa, y El príncipe perseguido, sobre Borís Godunov. También hizo una comedia de tema mitológico: Los trabajos de Ulises.

## Obras

### Teatro
- El acierto en el engaño y robador de su honra (1641); hay ed. moderna con el título de El acierto en el engaño y robador de su honra. Una comedia inédita del siglo xvii, ed. de A. Cortijo Ocaña, Pamplona, Eunsa, 1998.
- Afanador el de Utrera
- Con Antonio Mira de Amescua, Francisco de Tapia y Leyva conde del Basto, Juan Ruiz de Alarcón, Luis Vélez de Guevara, Fernando de Ludeña, Jacinto de Herrera y Sotomayor, Diego de Villegas y Guillén de Castro, Algunas hazañas de las Muchas de Don García Hurtado de Mendoza, Marqués de Cañete (Madrid, por Diego Flamenco, 1622)
- Amor desafiado
- Amor y Honor
- Con Antonio de Vargas y Jerónimo de Cáncer A un tiempo rey y vasallo (autógrafo, 1642)
- Casarse sin hablarse (1641)
- Con Antonio Martínez de Meneses, La Campana de Aragón
- El cerco de Sevilla por el rey don Fernando (autógrafo)
- El desposado por fuerza
- El diablo predicador y mayor contrario amigo
- En riesgos luce el amor
- Con Antonio Martínez de Meneses, Fiar de Dios
- Con Antonio Martínez de Meneses, El Hamete de Toledo
- El hortelano de Tordesillas
- Del legado mártir
- Con Luis y Juan Vélez de Guevara, Alonso Alfaro, Agustín Moreto, Antonio Martínez de Meneses, Sigler de Huerta, Jerónimo de Cáncer y Pedro Rosete Niño, La luna africana (también se atribuye a “Tres ingenios” —Luis Belmonte con Luis Vélez de Guevara y Jerónimo de Cáncer—, con el título La mejor luna africana)
- Con Pedro Calderón de la Barca y Francisco Rojas Zorrilla, El mejor amigo el muerto
- El mejor tutor es Dios
- Con Agustín Moreto y Antonio Martínez de Meneses, El Príncipe perseguido
- El Príncipe villano
- Con Agustín Moreto y Antonio Martínez de Meneses La Renegada de Valladolid (otra obra de igual título que parodia esta pieza, esto es, una comedia burlesca, fue redactada por Francisco Monteser, Antonio de Solís y Diego de Silva Mendoza y Guzmán, VII conde de Galve)
- Sancha la bermeja
- El sastre del Campillo (autógrafo, 1624)
- El satisfecho (autógrafo, Sevilla, 1634)
- Las siete estrellas de Francia o San Bruno
- Los trabajos de Ulises
- Los tres señores del mundo.
- El acierto en el engaño y robador de su honra, 1641

### Autos sacramentales
- “Las bodas de Fineo”, ed. de A. Rubio, en AH, t. 70, n.º 214 (1987), págs. 143-178
- La fiesta de los mártires

### Entremeses
- “Sierra Morena de las mujeres: un entremés de Luis de Belmonte Bermúdez”, ed. de A. y A. Cortijo Ocaña, en Dicenda, n.º 24 (2006), págs. 61-80.
- Los apellidos en dote
- Una rana hace ciento
- Lo que pasa en una venta
- La maestra de Gracias
- El marqués de Fuenlabrada
- El Rollo
- El sueño del perro.

### Poemas narrativos
- Vida del Padre Maestro Ignacio de Loyola, fundador de la Compañía de Jesús. Dirigida a sus religiosos de la provincia de Nueva España (México, 1609), poema narrativo en diez libros.
- La Aurora de Cristo (Sevilla, Francisco Lyra, 1616), poema narrativo mariano en cinco libros.
- La Hispálica (finales de 1618 o principios de 1619). Hay eds. modernas de Santiago Montoto (1921) y de P. M. Piñero Ramírez, Sevilla, Diputación Provincial, 1974. Es un poema épico sobre la conquista de Sevilla por Fernando III el Santo.
- El cisne del Jordán, poema narrativo sobre Perú y sus virreyes.

### Historia
- Historia del descubrimiento de las regiones austriales, hecho por el general Pedro Fernández de Quirós, ed. de J. Zaragoza, Madrid, Imprenta Manuel G. Hernández, 1876

### Otras obras
- La solemníssima fiesta y procesión que haze la Cofradía de la Pura y limpia Concesión a su imagen, llevándola del monasterio de Regina caeli a la Iglesia Mayor y de allí al convento de San Francisco... (Sevilla, Francisco Lyra, 1616)
- “Un pliego poético de La Fiesta y Procesión de la Inmaculada”, ed. de A. Rubio, en Archivo Hispalense (AH), n.º 196 (1981), págs. 93-105.

### Obras perdidas
- Doce novelas cortas, una de ellas continuación de El coloquio de los perros de Cervantes
- El Momo de nuestro tiempo